# Radim Hložánka
Radim Hložánka (4. ledna 1923 Petřvald – 28. ledna 2017 Kroměříž) byl český římskokatolický kněz, perzekvovaný komunistickým režimem.

## Život
Radim Hložánka se narodil v hornické rodině. Studoval na gymnáziu nejprve v Příboře, po záboru Sudet ve Frenštátě, maturoval v roce 1943 v Ostravě. Poté pracoval dva roky v Příboře jako zámečník, po 2. světové válce jako tajemník národního výboru v Petřvaldě, později byl učitelem na obecné škole v Jistebníku. Díky Antonínu Huvarovi se zapojil do skautského hnutí, byl také členem Orla.
V září 1948 nastoupil do kněžského semináře v Olomouci, který byl však v srpnu 1950 zrušen. Hložánka pak začal pracovat jako dělník na vodních stavbách na severní Moravě. V květnu 1961 byl s dalšími pěti lidmi zatčen. V září téhož roku se konal u Krajského soudu v Ostravě proces Hložánka a spol., při němž byl Hložánka odsouzen na 11 let za velezradu a rozkrádání socialistického majetku. Vězněn byl ve Valdicích, na takzvaném Vatikánu, kde se v době Druhého vatikánského koncilu sešla řada kněží, biskupů, profesorů a řádových představených. „Taková síla vědomostí, pastoračních zkušeností, teologických sympozií každou neděli po obědě! … Většího dobrodiní v této době mého života mi Bůh nemohl nabídnout!“ komentoval svůj pobyt ve vězení Hložánka. Propuštěn byl v říjnu 1963. Dne 16. dubna 1967 byl v Petřvaldě tajně vysvěcen na kněze biskupem Štěpánem Trochtou.
Od listopadu 1968 nastoupil jako kaplan do Mostu. Odmítl vstoupit do hnutí Pacem in terris, tak byl v roce 1978 přeložen do Hoštky u Roudnice nad Labem. Vzhledem k tomu, že mše zde navštěvovaly necelé dvě desítky lidí, věnoval se opravě místního kostela, ale i kostelů ve Velebudicích a Vetlé. V 70. a 80. letech vydával v samizdatu řadu náboženských a filozofických knih, a to mj. ve spolupráci s Otou Mádrem.
Dne 20. března 1982 byl znovu odsouzen, za maření dozoru nad církvemi a náboženskými společnostmi dostal trest ve výši 20 měsíců. V Plzni na Borech se setkával např. s Václavem Havlem nebo Františkem Líznou. V listopadu 1982 byl po infarktu z výkonu trestu propuštěn. Státní souhlas k výkonu kněžství už ale nezískal, a proto odešel do důchodu, během nějž ale pokračoval ve vydávání samizdatu až do dalšího odhalení v roce 1985. Souzen již ale nebyl. „Dál jsem bez státního souhlasu dělal duchovní ‚partyzánštinu‘ ve farnostech kněží, kteří se nebáli nebo to měli u církevních tajemníků dobře ‚podslivovicované‘,“ uvedl ke svému dalšímu působení Hložánka.
V listopadu 1989 nastoupil jako administrátor do farnosti Kostelec u Kyjova. Od roku 1991 pracoval ve farnosti Svatobořice-Mistřín, v roce 1992 se stal děkanem a od roku 2002 kanovníkem kroměřížské kapituly při kostele svatého Mořice. Zemřel 28. ledna 2017 v klášteře křížových sester v Kroměříži.